# Grafschaft Vieselbach
Die Grafschaft Vieselbach war eine kleine Grafschaft östlich von Erfurt in Thüringen.

## Geschichte
Im hohen Mittelalter gehörte die Grafschaft den Grafen von Gleichen. Mittelpunkt war eine heute nicht mehr vorhandene Burganlage auf dem Schlossberg in Vieselbach. 1343 kaufte der Rat der Stadt Erfurt den Grafen von Gleichen die gesamte Grafschaft Vieselbach ab und fügte sie seinem umfangreichen Grundbesitz hinzu, zu dem auch das Reichslehen Kapellendorf sowie die Ämter Vippach und Vargula gehörten. Damit war sie wie Erfurt Teil von Kurmainz. Im 15. Jahrhundert wurde in der Region eine Vogtei Kerspleben mit 18 Dörfern erwähnt. Nach der Verwaltungsreform des kurmainzischen Erfurter Staats gehörten die Orte der ehemaligen Grafschaft Vieselbach seit 1706 zu folgenden Ämtern:
| Amt des Erfurter Gebiets | Zugehörige Ortschaften                                                                                              |
| ------------------------ | --- |
| Azmannsdorf              | Vieselbach, Kerspleben, Hochstedt, Hopfgarten, Kleinmölsen, Linderbach, Mönchenholzhausen, Töttleben, Ulla, Utzberg |
| Tonndorf                 | Bechstedtstraß, Nohra, Obernissa, Rohda, Sohnstedt                                                                  |
| Stadtamt                 | Büßleben, Niedernissa, Urbich, Windischholzhausen                                                                   |

Als Teil des Erfurter Staats kam das Gebiet der ehemaligen Grafschaft Vieselbach, gemeinsam mit Erfurt, im Jahr 1802 zu Preußen und 1806 zum französischen Fürstentum Erfurt, welches bis 1814 bestand.
Durch den Wiener Kongress wurde das Fürstentum Erfurt entlang der ehemaligen Amtsgrenzen aufgeteilt. Dadurch kamen die Orte in den ehemaligen Ämtern Azmannsdorf und Tonndorf zum Großherzogtum Sachsen-Weimar-Eisenach. Die einst zur Grafschaft Vieselbach gehörigen Orte in den beiden Ämtern wurden zum größten Teil dem „Amt Vieselbach“ zugeordnet. 1850 kamen sie zum Verwaltungsbezirk Weimar des Großherzogtums. Die vier ehemaligen Vieselbacher Orte, die einst dem Stadtamt zugeschlagen wurden, kamen hingegen 1815 wieder zu Preußen und wurden ein Jahr später dem neu gebildeten Landkreis Erfurt in der Provinz Sachsen angegliedert.

## Zugehörige Orte
Zur Grafschaft Vieselbach gehörten etwa zwanzig Dörfer zwischen Erfurt im Westen und Weimar im Osten.
| - Vieselbach - Kerspleben - Bechstedtstraß - Büßleben - Hochstedt | - Hopfgarten - Kleinmölsen - Linderbach - Mönchenholzhausen - Niedernissa | - Nohra - Obernissa - Rohda - Sohnstedt - Töttleben | - Ulla - Urbich - Utzberg - Windischholzhausen |